# Azoxymycine
Azoxymycine sind eine Gruppe organischer Naturstoffe. Sie gehören zu den Azoxyverbindungen, die in der Natur selten vorkommen.

## Vertreter
Die Grundstruktur der Azoxymycine ist das Azoxybenzol. An beide Phenylringe schließt eine Dien-Einheit an, die mit einer Carboxylgruppe terminiert ist. Die drei Vertreter unterscheiden sich dadurch, dass entweder beide dieser Gruppen als Carbonsäure vorliegen, beide eine Amidbindung zu einer Glutamin-Einheit aufweisen oder je eine Gruppe als Carbonsäure und mit Glutamingruppe vorliegt.
| Azoxymycine    |               |               |               |
| Vertreter      | A             | B             | C             |
| R1             | Glutamyl      | Hydroxy       | Hydroxy       |
| R2             | Glutamyl      | Glutamyl      | Hydroxy       |
| Strukturformel |               |               |               |
| CAS-Nummer     | 1807859-37-5  | 1807859-39-7  | 1807859-41-1  |
| PubChem        | 139588705     | 139588706     | 139587019     |
| Summenformel   | C32H34N6O9    | C27H26N4O7    | C22H18N2O5    |
| Molare Masse   | 646,6 g·mol−1 | 518,5 g·mol−1 | 390,4 g·mol−1 |

## Vorkommen und Biosynthese
Die Azoxymycine werden von Streptomyces chattanoogensis gebildet. Eine wahrscheinliches biosynthetisches Intermediat ist 5-(4-aminophenyl)pentadiensäure. Aus dieser wird vermutlich wiederum ein anderes Intermediat mit der zusätzlichen Glutamyleinheit gebildet. Die drei Azoxymycine entstehen dann durch Dimerisierung der beiden Vorläufer in unterschiedlichen Kombinationen. Dabei werden zunächst die Aminogruppen der Vorläufer zu Nitrosogruppen oxidiert. Diese stehen durch die vorhandenen Enzyme in einem Redox-Gleichgewicht mit einem Hydroxylamin und beide Spezies liegen teilweise als Radikal vor. Durch Kupplung eines Nitroso- und eines Hydroxylamin-Radikals entsteht ein Dihydroxyhydrazin, dessen spontane Dehydratisierung dann die Azoxygruppe ergibt.